# كريس دي فريس
كريس دي فريس (بالهولندية: Chris de Vries)‏ (17 يوليو 1939 فليسنجن هولندا - 1 يناير 1971) هو لاعب كرة قدم هولندي سابق كان يلعب كلاعب وسط.